# 全日本小心者大賞
全日本小心者大賞（ぜんにほんしょうしんものたいしょう）は、かつてフジテレビ系列局で放送されたバラエティ番組。

## 概要
「火曜ワイドスペシャル（後のカスペ!）」での90分または2時間枠で放送されていた。
全国から自身の気弱な性格に悩んでいる一般参加者（小心者）に様々なミッションを与え、を与え、克服させようとする内容であった。
しかし、気弱な人に無理やり恥ずかしい扮装をさせる事や、参加者が怯えたり驚く様子を見て笑うという番組内容には視聴者から批判が相次ぎ、短期間で終了した。